# La Brigade de Shandong

La Brigade de Shandong (鐵道英雄, Tie dao ying xiong) est un film chinois réalisé par Feng Yang et sorti en 2021.

## Synopsis
En 1939, dans la province de Shandong, en Chine, Hong et Wang entrainent la brigade de Shandong, qui a pour objectif de lutter contre l'accroissement des lignes ferroviaires. 

## Fiche technique
- Titre français : La Brigade de Shandong
- Titre original : 鐵道英雄 (Tie dao ying xiong)
- Réalisation : Feng Yang
- Scénario : Feng Yang
- Musique : Min He
- Durée : 124 minutes
- Dates de sortie :
  - Chine : 19 novembre 2021
  - France : 22 février 2023

## Distribution
- Zhang Hanyu : Lao Hong
- Wei Fan : Lao Wang
- Vision Wei : Qi Shun
- Ye Zhou : Zhuang Yan